# Dosinia concentrica
Dosinia concentrica (nomeada, em inglês, concentric Dosinia; em português, no Brasil, amêijoa-branca, e derivado da língua indígena tupi, sernambitinga, cernambitinga ou sarnambitinga; aparentada à amêijoa portuguesa) é uma espécie de molusco Bivalvia, marinha e litorânea, da família Veneridae e considerada a espécie-tipo do gênero Dosinia, classificada por Ignaz Edler von Born e denominada Venus concentrica, em 1778, na sua obra Index rerum naturalium Musei Cæsarei Vindobonensis. Pars I.ma. Testacea. Verzeichniß der natürlichen Seltenheiten des k. k. Naturalien Cabinets zu Wien. Habita as costas do oeste do Atlântico, do golfo do México e mar do Caribe, incluindo Antilhas, costa leste da Colômbia e Venezuela, até a região sul do Brasil, em Santa Catarina, enterrando-se nos bentos de substrato arenoso de águas rasas da maré baixa das praias até os 60 metros de profundidade; podendo ser encontrada em sambaquis, do Espírito Santo até Santa Catarina, e tendo sua importância arqueológica desconhecida. Segundo a página Neogene Atlas of Ancient Life, esta espécie ocorre como um fóssil do Mioceno na Carolina do Norte, Estados Unidos.

## Descrição da concha

Juvenil

Dosinia concentrica possui concha orbicular (em forma de círculo; circular), de valvas semelhantes, infladas e delgadas, com escultura de finas e visíveis linhas de crescimento (daí provindo o nome concentrica); com coloração esbranquiçada; dotada de borda arredondada; com umbo proeminente e curvo; podendo atingir tamanhos de aproximadamente 6.5 centímetros de comprimento, quando bem desenvolvida. Perióstraco fino, como um verniz.